# Зоны растительности России
Зоны растительности России — природные зоны на территории России с однородными климатическими условиями. Несмотря на различия в процессах обмена вещества и энергии, формирования типов климата, рельефа, грунтовых и поверхностных вод, растительности и животных, все процессы в основном определяются соотношением тепла и влаги.
Закон географической зональности, проявлением которого является существование различных географических зон, был открыт В. В. Докучаевым в 1898 году.

## Зоны растительности

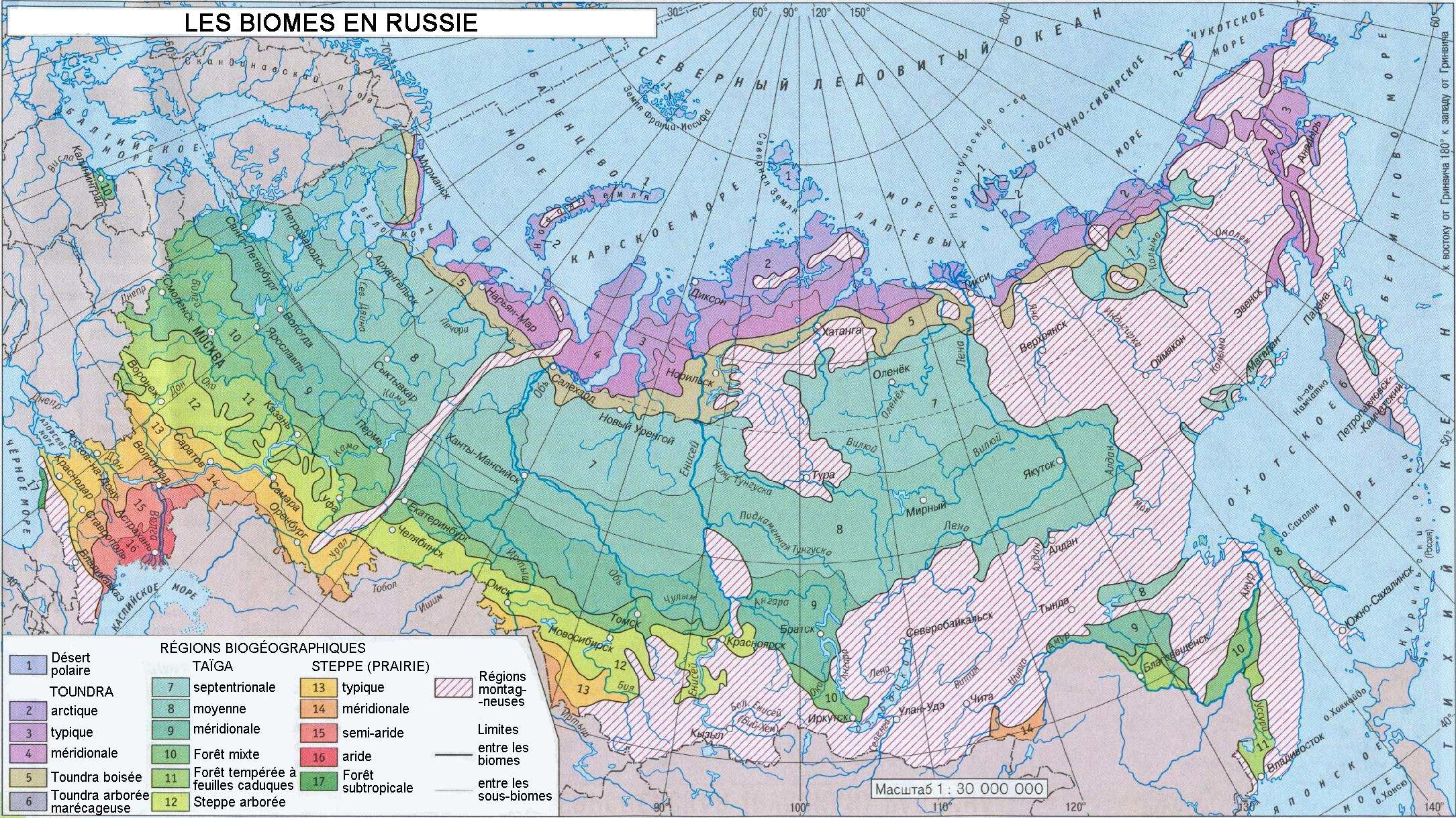

На территории России существуют следующие зоны растительности:
- зона арктических пустынь,
- зона тундр,
- лесотундра,
- зона тайги,
- зона смешанных и широколиственных лесов,
- лесостепная зона,
- степная зона,
- зоны полупустынь и пустынь.

## Долготные сектора
Следующие пять долготных секторов выделяются на территории России: 
- западноевропейский (широко распространены лесные зоны),
- восточно-европейский (вместо лесных зон появляются лесостепи и степи),
- западно-сибирский (оставшиеся зоны от тундры до пустыни),
- восточносибирский (тундра, тайга, местами степь и лесостепь),
- дальневосточный (тундра, широколиственные и хвойные леса).

## Зоны с лесной растительностью
•Лесотундр
•Тайга
•зона смешанных и широколиственных лесов,
•лесостепная зона,